# José Cerdá Lloret
José Cerdá Lloret (Sella, 17 de marzo de 1826-Valencia, 13 de agosto de 1882) fue un político español, diputado en las Cortes Españolas durante el reinado de Isabel II y diputado y senador durante la restauración borbónica.

## Biografía
Criado a la sombra de su cuñado Juan Thous Carrera, inició una larga carrera política. Fue colaborador de Cirilo Amorós y Pastor. En 1864 fue elegido diputado provincial por el distrito de San Vicente de Valencia por el Partido Moderado y en 1867 fue elegido diputado a Cortes Españolas por Valencia. Apoyó la restauración borbónica y en enero de 1875 formó parte de la nueva Diputación de Valencia nombrada por el capitán general. Miembro del Partido Conservador, fue elegido diputado por Torrente en las elecciones generales españolas de 1876 y senador en 1879, pero no llegó a jurar el cargo.